# Чечеги
Чече́ги (рос. Чечеги) — присілок в Ігринському районі Удмуртії, Росія.

## Населення
Населення — 4 особи (2010; 3 в 2002).
Національний склад станом на 2002 рік:
- росіяни — 100 %

## Урбаноніми[3]
- вулиці — Лісова